# Hybomitra zonalis
Hybomitra zonalis is een vliegensoort uit de familie van de dazen (Tabanidae). De wetenschappelijke naam van de soort is voor het eerst geldig gepubliceerd in 1837 door William Kirby.